# Bombylius neithokris
Bombylius neithokris är en tvåvingeart som beskrevs av Jaennicke 1867. Bombylius neithokris ingår i släktet Bombylius och familjen svävflugor. Inga underarter finns listade i Catalogue of Life.